# 阿速 (明朝人物)
阿速（？—1466年），中国明代将领，赤斤蒙古卫人。都指挥同知且旺失加子。
正统九年（1444年），明英宗授他为都督佥事。当时瓦剌首领也先势强，遣使求婚。阿速害怕有诈，不从，请朝廷将他内徙。英宗下诏让他勿弃故土，给粟米抚恤，令他自强。正统十三年（1448年），因为卫都指挥总儿加陆率众在苦峪围困哈密使臣，受责备。景泰二年（1451年），也先再次遣使求婚。他接受明朝的命令拒婚，整兵防备。也先计划兼并赤斤蒙古卫，遣使受印，胁迫他归附，被他拒绝。天顺元年（1457年）奉命护送明朝使者都指挥马云出使西域，进秩左都督。

## 延伸阅读
[在维基数据编辑]
 《明史卷三百三十二》，出自《明史》